# Ез-Завія (муніципалітет)
32°45′ пн. ш. 12°43′ сх. д. / 32.750° пн. ш. 12.717° сх. д.
Ез-Завія (араб شعبية الزاوية‎) — муніципалітет у Лівії. Адміністративний центр — місто Ез-Завія. Площа — 2 753 км². Населення — 290 993 осіб (2006).

## Географічне розташувння
На півночі Ез-Завія омивається водами Середземного моря. Усередині країни межує з такими муніципалітетами: Ель-Джифара (схід), Ель-Джабал-ель-Ґарбі (південь), Ен-Нуґат ель-Хумс (захід).